# AGCO
AGCO è un gruppo statunitense con sede a Duluth in Georgia quotato alla Borsa di New York. Fondato nel 1990 e cresciuto grazie a numerose acquisizioni fino a diventare per fatturato il terzo gruppo al mondo produttore di trattori e macchine agricole (dopo John Deere e CNH Industrial che tuttavia producono anche macchine movimento terra) ed è presente con oltre 2700 distributori e concessionari indipendenti in più di 140 paesi.

## Storia
- 1990 AGCO nasce da un Management Buy-Out di Deutz-Allis ed inizia la produzione di macchinari agricoli a marchio AGCO Allis e Gleaner
- 1991 AGCO acquisisce il marchio Hesston ed il 50% della proprietà dello stabilimento nella cittadina omonima in Kansas dove vengono prodotti macchinari per la fienagione (il rimanente 50% resta a Case International); nello stesso anno viene acquisita White Tractors
- 1992 AGCO quota metà del proprio capitale sociale al NASDAQ, successivamente si sposta al NYSE nel 1994
- 1993 vengono acquisite le attività relative a seminatrici e macchine da fienagione di White; nello stesso anno vengono acquisiti i diritti di distribuzione dello storico marchio Massey Ferguson per il Nord America

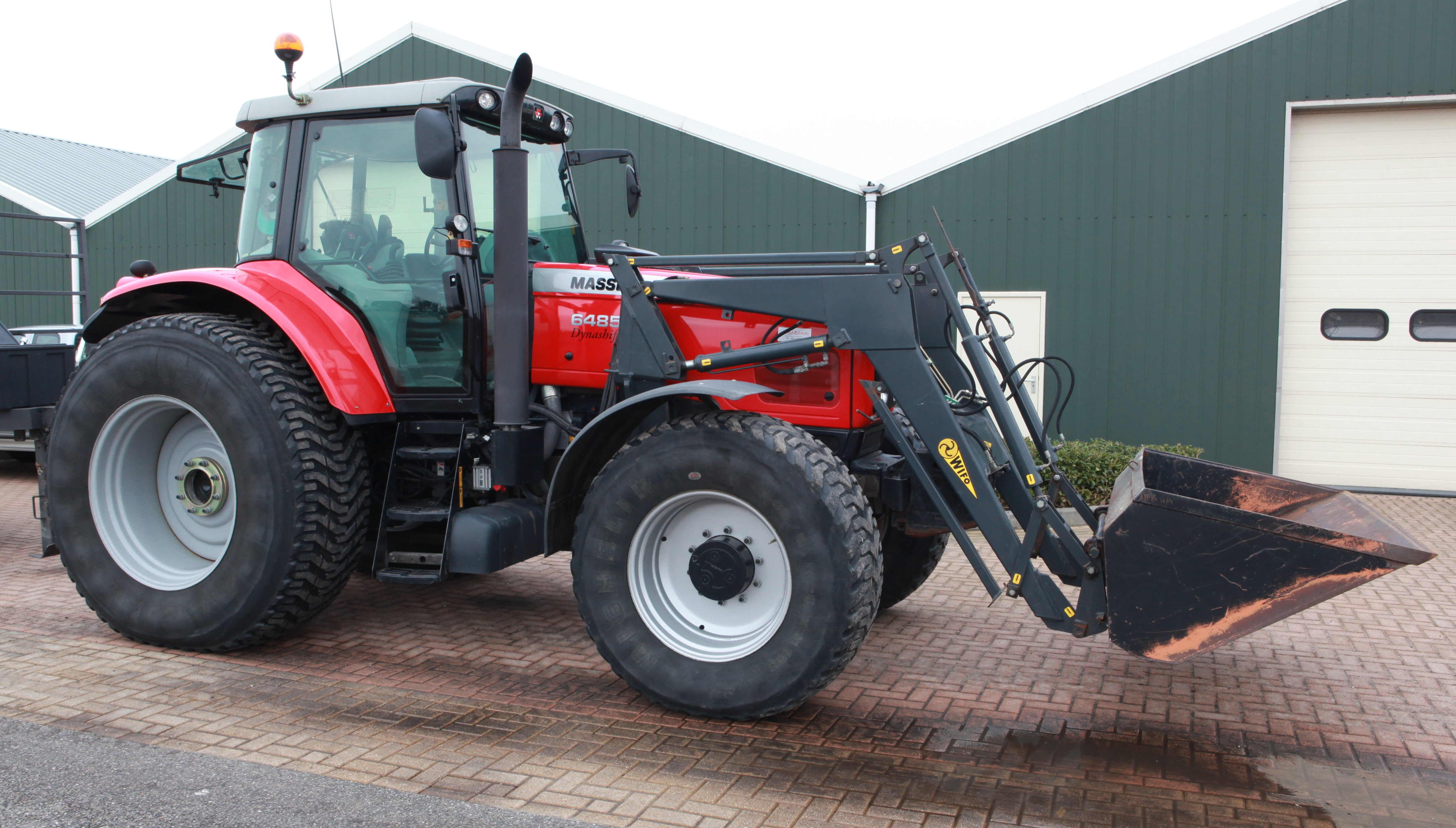
Trattore Massey Ferguson 6485

- 1994 continuano le acquisizioni di cui la più importante è sicuramente quella che porta AGCO ad acquisire la holding che detiene tutte le attività internazionali del marchio Massey Ferguson
- 1995 viene acquisita Tye Company che produce e distribuisce attrezzature agricole e per l'aratura a marchio Glencoe, Tye e Farmhand
- 1996 viene acquisita Deutz Argentina (mentre il marchio Deutz-Fahr per la produzione di trattori veniva acquisito l'anno prima dal Gruppo Same); viene attivata una joint-venture con l'olandese Rabobank per l'erogazione di credito agevolato ai propri clienti

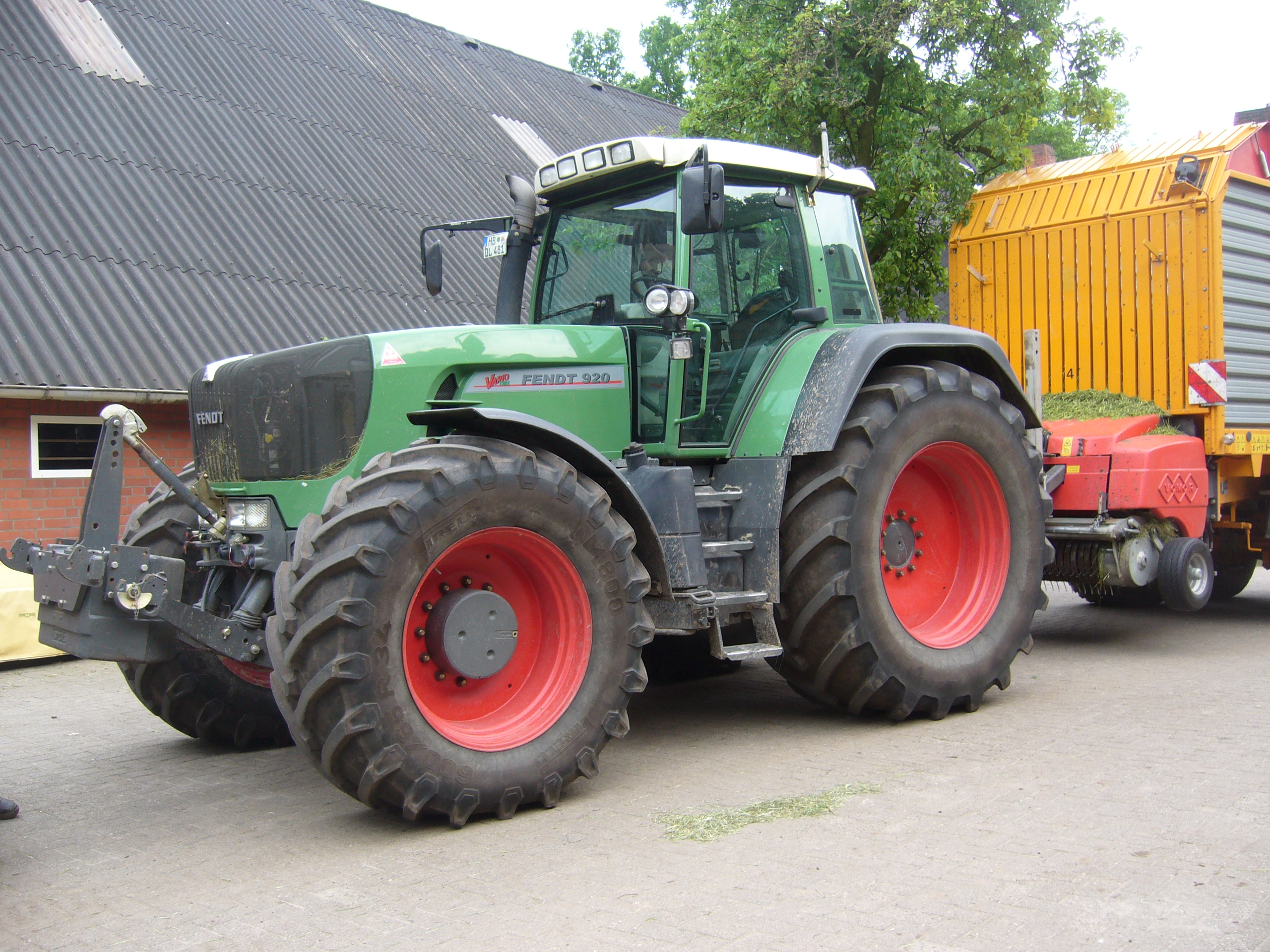
Trattore Fendt Vario 920

- 1997 AGCO si espande in Europa con l'acquisizione della tedesca Fendt e della danese Dronninborg, produttrice di mietitrebbie
- 1998 viene attivata un joint-venture in Argentina con Deutz per la produzione di motori; vengono acquisiti i marchi Spra-Coupe e Wilmar (produttori di sistemi di irrorazione) e la produzione viene trasferita in un unico stabilimento in Minnesota
- 1999 la joint-venture con Rabobank evolve con la creazione di AGCO Finance
- 2000 viene acquisito il restante 50% della proprietà di Hesston

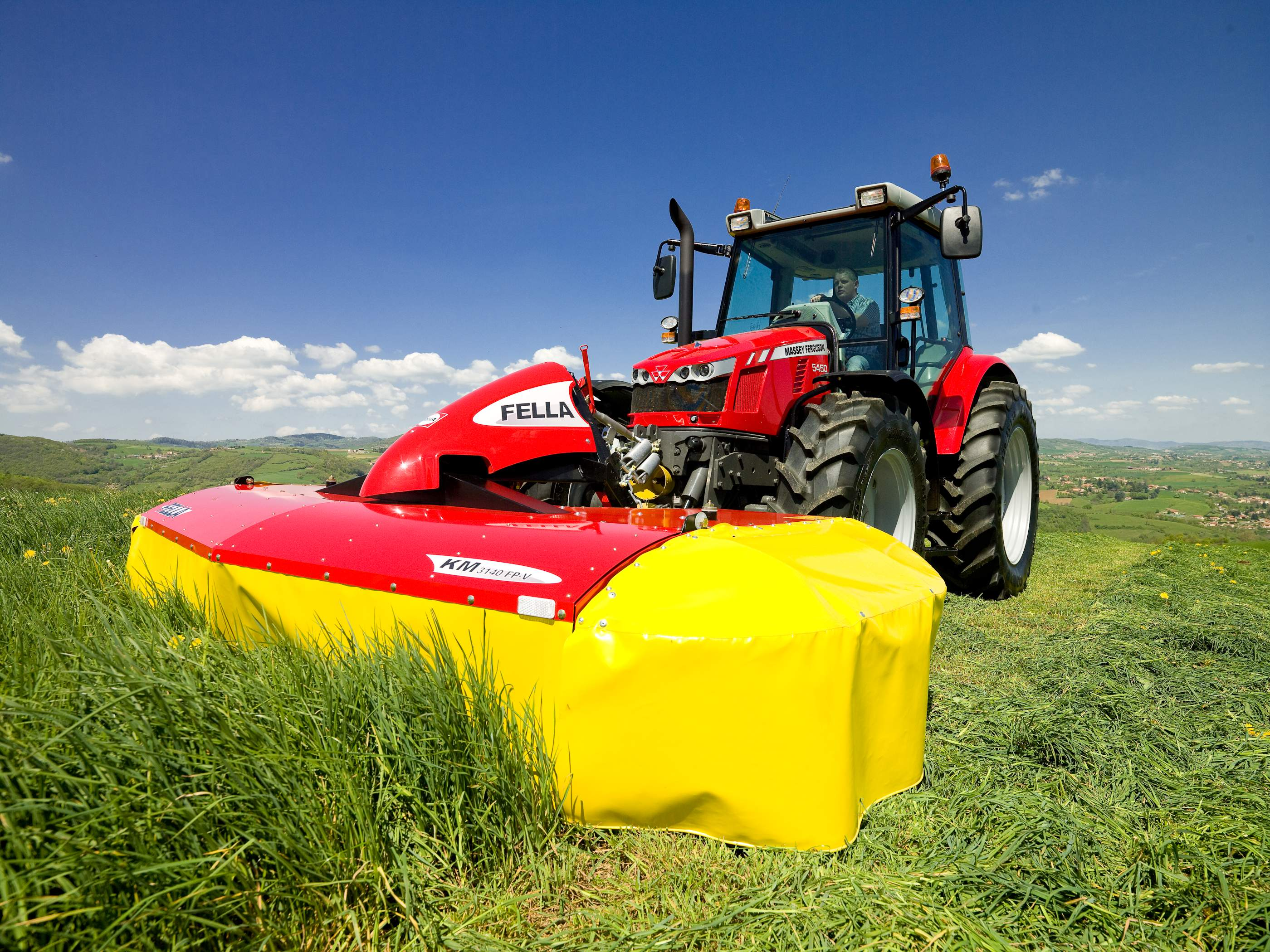
Trattore Massey Ferguson 5450 con rotante tagliaerba Fella

- 2001 acquisita in Paesi Bassi la Ag-Chem Equipment, produttore di irroratrici e applicatori semoventi
- 2002 viene acquisito da Caterpillar il marchio Challenger; nello stesso anno acquista anche Sunflower Manufacturing, produttore di seminatrici ed attrezzi per l'aratura
- 2004 viene acquisita la finlandese Valtra e la controllata produttrice di motori SISU
- 2007 AGCO entra nel capitale di Laverda SpA, produttore italiano di mietitrebbie, con il 50% delle quote
- 2009 vengono aperti due nuovi stabilimenti in Cina
- 2010 il restante 50% di Laverda viene acquisito, portando all'interno del gruppo il produttore tedesco di macchine per fienagione Fella Werke (controllato al 100% da Laverda)
- 2011 viene acquisita GSI Holding, azienda specializzata nella produzione di sistemi di immaganizzamento di cereali e la ShanDong Dafeng Machinery, azienda cinese con sede a Jinan produttrice di mietitrebbie[2]
- 2012 viene finalizzato l'acquisto del 60% di Santal Equipamentos, produttore brasiliano di macchine per la raccolta di canna da zucchero ed il 49% di Algeria Tractors Company, che inizierà la produzione di trattori a marchio Massey Ferguson nello stabilimento di Constantine[3]
- 2017 acquisito il marchio Lely Forage, azienda produttrice di macchine da fienagione (rotopresse, voltafieno, giroandanatori, carri da carico, falciatrici, fasciatori).

## Stabilimenti e sedi
Nord America

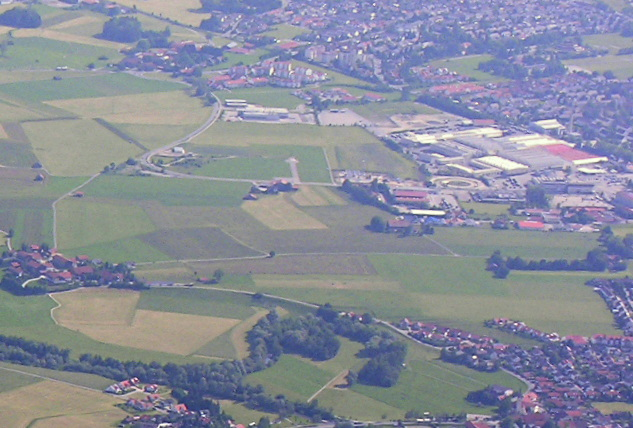
Stabilimento Fendt a Marktoberdorf, Germania, 2009

- Duluth, Georgia, USA (headquarter mondiale e per il Nord America, sede legale)
- Hesston, Kansas, USA (mietitrebbiatrici, rotopresse, presse quadre)
- Beloit, Kansas, USA (attrezzature per aratura e semina)
- Jackson, Minnesota, USA (trattori cingolati e gommati)
- Querétaro, Messico (assemblaggi e componenti)

Sud America
- San Paolo, Brasile (headquarter per il Sud America)
- Canoas, Brasile (trattori)
- Ibirubá, Brasile (attrezzature per aratura e semina)
- Mogi das Cruzes, Brasile (trattori)
- Santa Rosa, Brasile (mietitrebbiatrici)
- General Rodríguez, Argentina (trattori, motori, mietitrebbiatrici)
- Haedo, Argentina (motori, joint venture con Deutz motori)

EMEA

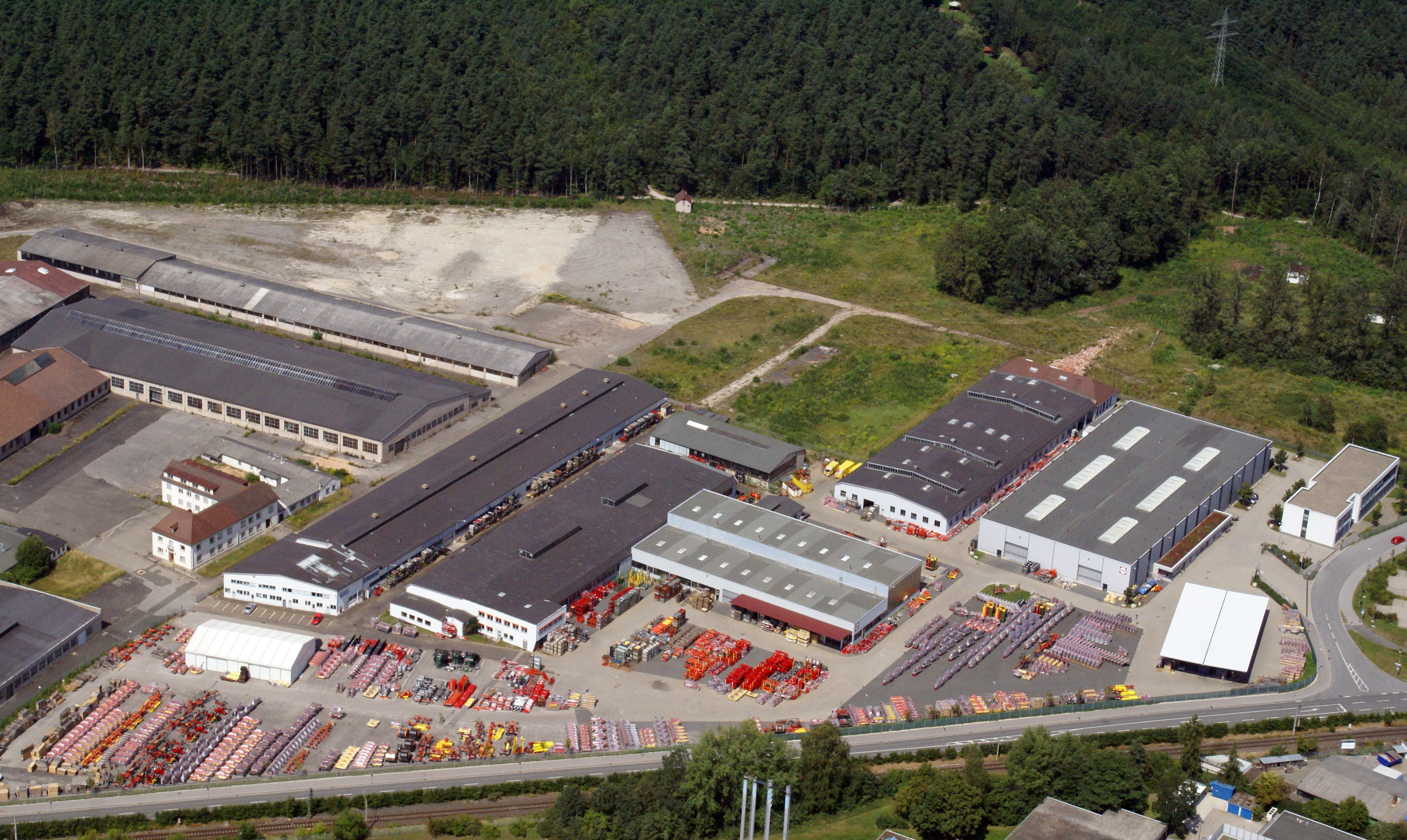
Veduta dello stabilimento produttivo AGCO a Feucht, Germania, 2010

- Sciaffusa, Svizzera (headquarter EMEA)
- Linnavuori (Nokia), Finlandia (motori)
- Suolahti (Äänekoski), Finlandia (trattori)
- Beauvais, Francia (trattori)
- Marktoberdorf, Germania (trattori)
- Baeumenheim, Germania (cabine e componenti)
- Hohenmölsen, Germania (componenti e trince semoventi)
- Feucht, Germania (attrezzature per la fienagione)
- Breganze, Italia (mietitrebbiatrici)
- Grubbenvorst (Venlo), Paesi Bassi (irroratrici)
- Costantina, Algeria (trattori, joint venture con Algeria Tractors Company)

Asia

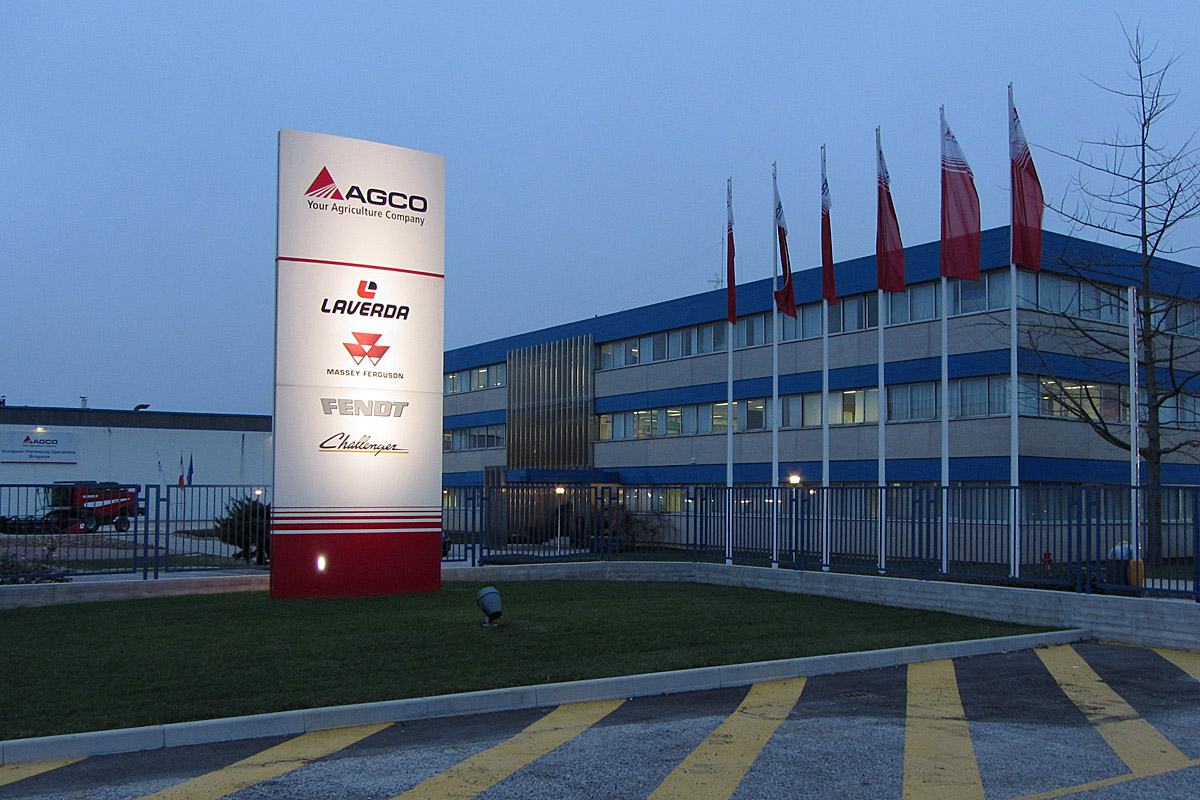
Stabilimento AGCO di Breganze, Italia, sede di Laverda, 2012

- Pechino, Cina (headquarter per l'area asiatica)
- Shanghai, Cina (motori e generatori elettrici)
- Changzhou, Cina (trattori)
- Jinan, Cina (mietitrebbiatrici)
- Dindigul, India (trattori, joint venture con TAFE Tractors)